# Megachile conjunctiformis
Megachile conjunctiformis är en biart som beskrevs av Keizo Yasumatsu 1938. Megachile conjunctiformis ingår i släktet tapetserarbin, och familjen buksamlarbin. Inga underarter finns listade i Catalogue of Life.